# Peugeot P4
Peugeot P4 – lekki samochód terenowy używany przez armię Francji. Produkowany przez firmę Peugeot na bazie samochodu Mercedes-Benz klasy G, obecnie jest wycofywany na rzecz pojazdu PVP produkowanego przez firmę Panhard.

## Peugeot P4
Peugeot P4 to nieopancerzony, terenowy samochód z napędem na cztery koła zaprojektowany na potrzeby francuskiej armii. Bazuje na Mercedesie klasy G, jednak silniki i wyposażenie pochodzą od Peugeota.
Samochód ten został zaprojektowany w latach 70. w ramach współpracy Peugeota z Mercedesem w proporcji 50/50%. Samochód otrzymał silnik pochodzący z Peugeota 504 oraz skrzynię biegów z Peugeota 604, instalację elektryczną własnej produkcji oraz wyposażenie wnętrza. Reszta była wykonywana przez Mercedes-Benz, a końcowy montaż odbywał się w fabryce Peugeota w Sochaux. Prototyp powstał w  1978 roku. Wtedy też zaczęły się długotrwałe testy bazujące m.in. na rajdzie w Algierii wersji z silnikiem benzynowym jak i Diesla.
Armia francuska zamówiła 15 000 sztuk P4 w wersji benzynowej jak i Diesla, jednak w 1981 roku zamówienie zmniejszyło się do 13 500 sztuk w ramach zmniejszania liczebności armii. W 1985 produkcja przeniosła się do zakładów Panhard, gdzie wyprodukowano 6000 sztuk.
Powstały dwie wersje Peugeota P4, z silnikiem VP4A11 benzynowym i VP4A50 Diesla.

## Szczegółowe dane techniczne
| Dane                       | VP4A11                                      | VP4A50                                      |
| -------------------------- | ------------------------------------------- | ------------------------------------------- |
| Pojemność                  | 1971 cm³                                    | 2498 cm³                                    |
| Liczba cylindrów           | 4                                           | 4                                           |
| Moc                        | 79 KM                                       | 70,5 KM                                     |
| Maksymalny moment obrotowy | 147 Nm                                      | 149 Nm                                      |
| Przy (obr./min)            | 2750                                        | 2000                                        |
| Zawieszenie przednie       | sprężyny śrubowe, amortyzatory teleskopowe  | sprężyny śrubowe, amortyzatory teleskopowe  |
| Zawieszenie tylne          | amortyzatory hydrauliczne, sprężyny śrubowe | amortyzatory hydrauliczne, sprężyny śrubowe |
| Hamulce (przód tyl)        | tarczowe/tarczowe                           | tarczowe/tarczowe                           |
| Rozmiar kół                | 5,5 x 16                                    | 5,5 x 16                                    |
| Długość                    | 4200 mm                                     | 4200 mm                                     |
| Szerokość                  | 1700 mm                                     | 1700 mm                                     |
| Wysokość                   | 1930 mm                                     | 1930 mm                                     |
| Masa własna                | 1815 kg                                     | 1895 kg                                     |
| DMC                        | 3065 kg                                     | 3145 kg                                     |
| Pojemność zbiornika paliwa | 75 L                                        | 75 L                                        |
| Prędkość maksymalna        | 118 km/h                                    | 108 km/h                                    |
| Zużycie paliwa             | 15,25 l/100 km                              | 14,5 l/100 km                               |